# Набикызы, Афаг
Джавадова Афаг Набикызы (азерб. Afaq Nəbiqızı; 23 декабря 1950, Агджабеди — 6 мая 1983, Баку) — азербайджанская писательница.

## Биография
Афаг Набикызы родилась 23 декабря 1950 года в Агджабединском районе. В детстве вместе с семьёй переехала в Бейлаганский район. В 1975 году окончила городскую среднюю школу № 1 в Бейлагане, а затем — филфак Бакинского государственного университета. По завершении образования Афаг работала учителем литературы в школе № 1 города Бейлаган и средней школе села Хамарканд Ярдымлинского района. Скончалась 6 мая 1983 года в Баку. Похоронена в Бейлаганском районе.

## Творчество
Лишь несколько рассказов Афаг Набикызы были опубликованы в периодических изданиях при её жизни. Дебютный рассказ писательницы «Горькая кишка» был опубликован в 1980 году в «Литературной газете». В 1990 году вышла в свет полноценная книга Набикызы «Голоса из невидимого» (посмертно). В книгу вошёл рассказ «То сентябрьское утро», а также прочие рассказы, охватывающие различные темы.

## Книги
- Голоса из невидимого. Баку, Язичи, 1990, 148 стр.